# Чепочкин Спасский монастырь
Уржумский Спа́сский Це́почкин монасты́рь (Чепочкин Спасо-Преображенский монастырь) — мужской монастырь в селе Цепочкино, ныне Уржумского района Кировской области, Россия. Основан в 1624 г., упразднён в 1764 г. Принадлежал Казанской епархии.
Первый деревянный храм был освящён старцем Нифонтом в 1624 году. Через 12 лет храм сгорел вместе со всеми документами и грамотами. Каменный двухэтажный храм заложен в 1700 году. В 1711 году был освящён нижний храм, а через 7 лет верхний митрополитом Казанским и Свияжским Тихоном.

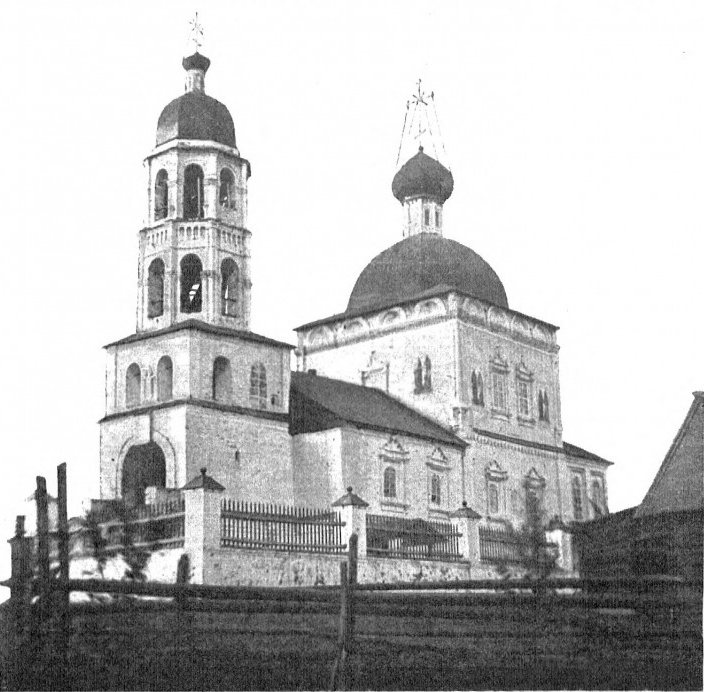
Церковь с. Цепочкино, 1700—1711 гг. Фото из «Известия ИАК», № 48, 1913 г.

Причём колокольня храма была построена в конце XVIII столетия уже после ликвидации монастыря, и была перестроена из каменного игуменного дома и каменной же башни, бывшей при монастыре.
Открыт в 1622 года согласно грамоте от 15 апреля 1621 уржумскому старцу Нифонту, дозволявшей построить монастырь на Чепочкиных горах. На 1646 имел собственную слободку с поповским двором, двором служки монастырского, дьячка; 55 крестьянских и 28 бобыльских дворов. В починке Ключище 3 дворов, поч. Гарь — 6 дворов, итого 64 двора крестьянских и 28 бобыльских с 184 чел. крепостных. Монастырь был центром Уржумского заказа (благочиния), игумен был Уржумским протопопом (заказчиком). В 1681—1682 в заказе 16 церквей. В 1678 — 121 двор крепостных.
Имел спор с Успенским Трифоновым монастырём за земли между реками Чепочка и Буй, разрешённый в 1686 году в пользу последнего — крупнейшего землевладельца в Вятском крае, земли вплоть до устья Вятки были дарованы ему ещё в 1595.

## Список игуменов в 1624—1764 гг
- Нифонт (с 1624 г.)
- Кирилл (1645—1647 гг.)
- Самсон (1648 г.)
- Тихон (ок. 1657 г.)
- Геласий (1669—1670 гг.)
- Авраамий (1674—1677 гг.)
- Софроний (1681—1682 гг.)
- Ануфрий (1686 г.)
- Макарий (1687—1699 гг.)
- Ефрем (до 1701 г.)
- Софроний (с 1702 г.)
- Александр (с 1712 г.)
- Михаил
- Логин (1728 г.)
- Никон (1756 г.)
- Дорофей (1757—1764 г.)